# Apața
Apața là một xã thuộc hạt Brașov, România. Dân số thời điểm năm 2002 là 3007 người.